# Мой (песня)
«Мой» — песня украинской певицы Светланы Лободы, выпущенная 1 мая 2020 года в качестве сингла на лейбле Sony Music Entertainment.

## Предыстория и релиз
Свой последний сингл «Новый Рим» Лобода выпустила в декабре 2019 года. 30 апреля исполнительница в своих соцсетях сделала объявление о том, что на следующий день состоится премьера новой песни. Её авторами стали Артём Иванов, написавший для Лободы такие хиты как «Парень», «Superstar» и «Пуля-дура», и Кирилл Петров, автор «Случайной». В песне рассказывается о женщине, которая переживает из-за разрыва отношений с любимым человеком по её вине. Теперь она хочет, чтобы между ними все наладилось. С данным треком певица вернулась к образу лиричной героини, с которым ранее рассталась во время записи альбома Sold Out.
1 мая песня стала доступной на всех цифровых платформах.

## Музыкальное видео
Официальное музыкальное видео было выпущено 26 мая 2020 года. Режиссёром видео стал Фил Ли. По сюжету, некий мужчина смотрит телевизор, на котором показываются кадры из личного архива Лободы. На них можно увидеть её дочерей Евангелину и Тильду, Аллу Пугачёву с Кристиной Орбакайте, кадры с концертов, путешествий, в домашней обстановке. В клип также вошли и фрагменты, запечатлевшие певицу беременной младшей дочерью Тильдой и даже кадры из роддома, на которых она готовится произвести девочку на свет.
Обращаясь к своим поклонникам в Instagram, Лобода заявила, что она представила лёгкое и эмоциональное видео, благодаря которому они смогут поностальгировать по тому времени, когда они собирались вместе, а также выразила надежду, что очень скоро они увидимся на новых концертах.
По состоянию на сентябрь 2021 года, на YouTube ролик имеет свыше 50 миллионов просмотров и является седьмым самым популярным клипом певицы.

## Награды и номинации
На премии RU.TV 2021 песня получила номинацию в категории «Песня года», однако уступила «Девочка танцуй» Artik & Asti. Также песня принесла Лободе пятый «Золотой граммофон», однако из-за скандала с выступлением на церемонии, певица не вышла на сцену и не забрала заветную статуэтку.

## Чарты
| Чарт (2020)                                | Высшая позиция |
| ------------------------------------------ | -------------- |
| Киев (Tophit City & Country Radio Hits)    | 41             |
| Москва (Tophit City & Country Radio Hits)  | 41             |
| Россия (TopHit City & Country Radio Hits)  | 28             |
| Россия (TopHit Radio & YouTube Hits)       | 20             |
| Россия (TopHit YouTube Hits)               | 19             |
| СНГ (TopHit Radio Hits)                    | 26             |
| Украина (TopHit City & Country Radio Hits) | 34             |
| Украина (TopHit Radio & YouTube Hits)      | 5              |
| Украина (TopHit YouTube Hits)              | 6              |

| Чарт (2020)                                | Высшая позиция |
| ------------------------------------------ | -------------- |
| Киев (Tophit City & Country Radio Hits)    | 52             |
| Москва (Tophit City & Country Radio Hits)  | 46             |
| Россия (TopHit City & Country Radio Hits)  | 30             |
| Россия (TopHit Radio & YouTube Hits)       | 25             |
| Россия (TopHit YouTube Hits)               | 32             |
| СНГ (TopHit Radio Hits)                    | 27             |
| Украина (TopHit City & Country Radio Hits) | 45             |
| Украина (TopHit Radio & YouTube Hits)      | 7              |
| Украина (TopHit YouTube Hits)              | 11             |

### Годовые чарты
| Чарт (2020)                                | Позиция |
| ------------------------------------------ | ------- |
| Москва (Tophit City & Country Radio Hits)  | 88      |
| Россия (TopHit City & Country Radio Hits)  | 64      |
| Россия (TopHit Radio & YouTube Hits)       | 55      |
| Россия (TopHit YouTube Hits)               | 91      |
| СНГ (TopHit Radio Hits)                    | 59      |
| Украина (TopHit City & Country Radio Hits) | 161     |
| Украина (TopHit Radio & YouTube Hits)      | 39      |
| Украина (TopHit YouTube Hits)              | 31      |

## История релиза
| Регион | Дата       | Формат                      | Лейбл                    | Прим.  |
| ------ | ---------- | --------------------------- | ------------------------ | ------ |
| Мир    | 1 мая 2020 | Цифровая загрузка, стриминг | Sony Music Entertainment | [ 37 ] |
| СНГ    | 1 мая 2020 | Радиоротация                | Sony Music Entertainment | [ 2 ]  |